# Proměna (Star Trek)
Proměna (v anglickém originále Metamorphosis) je devátý díl druhé řady seriálu Star Trek. Premiéra epizody proběhla 10. listopadu 1967.
Epizoda představuje postavu Zeframa Cochrana, v historii Star Treku vynálezce warp pohonu a prvního člověka, který překonal warp rychlost. Postavu Cochrana lze také vidět v celovečerním filmu Star Trek: První kontakt, kde mu posádka kapitána Jean-Luc Picarda pomáhá dle historie dosáhnout vynálezu warp pohonu.

## Příběh
Hvězdného data 3219.4 míří kapitán James T. Kirk s Dr. McCoyem a panem Spockem v raketoplánu NCC-1701/1 zpět na místo setkání s Enterprise. Společně převáží komisařku Nancy Hedfordovou, která byla nakažena Sakurovskou chřipkou. Headfordová je značně protivná a McCoy upozorňuje, že je třeba jí dopravit co nejrychleji na Enterprise. V průběhu letu jsou neznámou silou přitaženi na povrch planetoidu v soustavě Gamma Canaris, kde se ihned snaží malý raketoplán opravit. Najednou se objevuje muž, který se představuje pouze jako Cochran a ujišťuje posádku, že opravit přístroje nebude možné, protože sám na planetě dávno uvízl a nelze nic opravit.
Kirk je značně znepokojen, protože na něj neustále tlačí Dr. McCoy ohledně zdravotního stavu Hedfordové. Cochran je vezme do svého domu a nabízí jim přístřeší. Kirkovi je tento muž nějak povědomý, ale není si jistý odkud. Až když Cochran vypráví, že byl na planetu přitažen již před 150 lety a setkal se zde s bytostí, kterou nazývá Companion. Companion mu prý dává po dlouhá léta vodu, jídlo a vlastně vše, co potřebuje, dokonce jej omladil ze starce na muže kolem 30 let. Teprve teď Kirkovi dochází, že onen muž je Zefram Cochrane, vynálezce warp pohonu a že oni byli přitaženi na planetu, aby mu dělali společnost. Cochrane vysvětluje, že s Companionem mluví nonverbálně, prostě se objeví a zase zmizí. Když Kirk se Spockem uvidí první spojení Cochrana s Companionem zjišťují, že jde o jakési pole energie. Cochrane se ptá, jestli by Companion mohl pomoci komisařce Hedfordové, které je čím dál hůř. Companion toto odmítá. Když je Spock dokonce napaden Companionem a je ještě více poškozen raketoplán, Kirk se rozhoduje, že je nutné zničit tuto energetickou bytost. Spock připravuje zařízení, které by Companiona mohlo zkratovat, protože jeho podstata je elektřina. Tento pokus nevyšel a Companion napadá Kirka se Spockem. Až na poslední moment jej Cochrane odvolává zpět.
McCoy radí kapitánovi, aby zkusil cukr místo biče. Kirk nechává Spocka sestrojit komunikační zařízení, které bude překládat Companionovy myšlenky. Když spolu začnou mluvit zjišťují, že Companion je žena a nejde tedy o "chovatele", ale o "milenku", která Cochrana nechce pustit. Při jednom z dalších rozhovorů s Companionem se jí Kirk snaží vysvětlit, že nemůže mít Zefrana, protože jde o rozdílný druh. Companion se zeptá, zdali bude člověk, tak se bude moci s ním spojit a zmizí. Když to všichni zúčastnění považují za neúspěch, ve dveřích se objevu naprosto zdravá Hedfordová. McCoy je šokován jejím zlepšením zdravotního stavu, ale Cochrane vysvětluje, že to je jenom Companion v jejím těle. Companion teprve v lidském těle zjišťuje, co to je samota a láska, jak jí cítí lidé. Proto uvolňuje všechny zúčastněné s tím, že mohou odejít. Na orbitu planety mezitím doráží Enterprise vedená šéfinženýrem Scottem. Cochrane a Companion v těle Hedfordové se jdou projít a Zefran chce aby spolu odletěli. Companion vysvětluje, že to není možné, protože musí zůstat na této planetě. Cochrane se rozhoduje zůstat s Companionem, který se vzdal své moci a navždy se převtělil do těla komisařky. Rozhoduje se zůstat na planetě a prosí ještě kapitána Kirka, aby nezmiňoval to, koho potkal.
Při odchodu se McCoy ještě dotazuje, co s onou válkou, kterou měla komisařka zastavit. Kirk odvětí, že si Federace jistě najde někoho jiného, kdo válku zastaví.